# Michael August Blume
Michael August Blume SVD (South Bend, 1946. május 30. –) amerikai katolikus pap, verbita szerzetes, nyugalmazott szentszéki diplomata. 2018-tól 2021-ig magyarországi apostoli nuncius volt.
Angol, olasz, francia és német nyelven beszél.

## Pályafutása
Nagyanyja a rábaközi Himodon született 1881-ben, innen került Amerikába. Ő maga szülővárosában a Magyarok Nagyasszonya-plébánia közösségéhez tartozott, és 1960-ig a Magyarok Nagyasszonya-iskola diákja volt. Ekkor jelentkezett az Isteni Ige Társasága perrysburgi kisszemináriumába
Matematikából szerzett BSc fokozatot, majd a római Gregoriana Pápai Egyetemen teológiai diplomát. 1972. december 23-án szentelték pappá a Magyarok Nagyasszonya-templomban.
1975-től 1983-ig a ghánai Cape Coast regionális szemináriumában tanított teológiát. Ezt követően 1990-ig az Isteni Ige Társasága ghánai és togo–benini tartományának elöljárójaként szolgált, majd 1994-ig a rend generális tanácsának titkára volt.
1995-től a Kivándorlók és Utazók Lelkipásztori Gondozásának Pápai Tanácsánál szolgált, 2000-től titkárhelyettesként.

### Püspöki pályafutása
2005. augusztus 24-én alessanumi címzetes érsekké, valamint benini és togói apostoli nunciussá nevezték ki. Szeptember 30-án szentelte püspökké a római Szent Péter-bazilikában Angelo Sodano bíboros, Henryk Hoser és Leonardo Sandri érsekek segédletével.
2013-tól ugandai apostoli nuncius.
2018. július 4-én magyarországi apostoli nunciusi kinevezést kapott. 2021. május 30-án, 75. életévének betöltésekor benyújtotta nyugdíjba vonulási kérelmét, amit Ferenc pápa december 31-én elfogadott.
2021-ben a magyar államtól megkapta a Magyar Érdemrend parancsnoki keresztje a csillaggal kitüntetést.